# Lidija Bačić
Lidija Bačić (* 4. August 1985 in Split, SR Kroatien, SFR Jugoslawien), ebenfalls bekannt unter ihrem Pseudonym Lille, ist eine kroatische Popsängerin, Schauspielerin und Model. Bekannt wurde Bačić im Jahr 2005, als sie an der 2. Staffel von Hrvatski Idol teilnahm und dort den zweiten Platz belegte.

## Leben und Karriere

### Erste Lebensjahre
Lidija Bačić wurde von ihren Eltern römisch-katholisch erzogen. Sie hat zwei Schwestern und einen jüngeren Bruder.
Lille trat ab ihrem zehnten Lebensjahr bei örtlichen Festivals und Wettbewerben auf. Die erste Auszeichnung erhielt sie 1997 auf dem Dječji-Festival für eine Coverversion von Zalijubljeni dječak des Musikers Mišo Limić.

### 2001–2010: Anfänge beiBiser, ESC &Hrvatski Idol
Im Alter von 15 Jahren wurde Bačić Leadsängerin der Gruppe Biser (Perle). Diese spielte auf diversen Festivals und nahm auch an ausgeschriebenen Wettbewerben und Contests teil. Ein Jahr nach der Gründung nahm die Band am Vorentscheid für den Eurovision Song Contest 2001 Kroatiens teil. Mit dem Song Pokraj izvora belegte sie den 15. Platz unter insgesamt 20 Teilnehmern. Danach löste sich die Gruppe aufgrund des fehlenden Erfolges auf. Von 2003 bis 2004 war Bačić Mitglied in der Band Rafael und fungierte aufgrund ihrer Stimme ebenfalls als Leadsängerin. Die Gruppe nahm zweimal am Uskrs Festu teil und gewann dieses mit den Liedern Znak pobjede (2003) und Stvoreni za nebo (2004).
Ende des Jahres 2005 nahm Bačić an der Talentshow Hrvatski Idol, eine Adaption der britischen Version von Pop Idol, teil. In ihrer Heimatstadt Split sprach sie beim Auswahlverfahren vor und qualifizierte sich für die zweite Staffel. Im Halbfinale am 1. Februar 2005 ging Bačić als Siegerin hervor. Während des Semifinals am 15. Februar wurde Bačić Vizemeisterin und belegte im Staffelfinale vom 26. Februar den zweiten Platz.
Drei Jahre danach entschied Bačić, sich einer Karriere als Solointerpretin zu widmen. Im Zeitraum von 2008 bis 2013 arbeitete sie unter anderem mit dem kroatischen Komponisten und Songschreiber Marko Tomasović sowie dem bosnisch-stämmigen Songwriter Faruk Buljubašić zusammen. Tomasović schrieb für Bačić die Lieder Dan za vječnost und Kiša, welche sie beim Zagreb-Festival interpretierte und damit den Grand Prix gewann.
2009 nahm Bačić an fünf Festivals in Kroatien teil und erhielt mehrere Auszeichnungen, darunter einen Melodije Mostara Award sowie einen Sunčane Skale Award für das Lied Kiša. Für das Lied Nisan sritna ja uz njega wurde sie in der Kategorie „Erfolgreichster Debütant“ geehrt.

### 2010–2013:Majčina ljubavundDaj da noćas poludimo

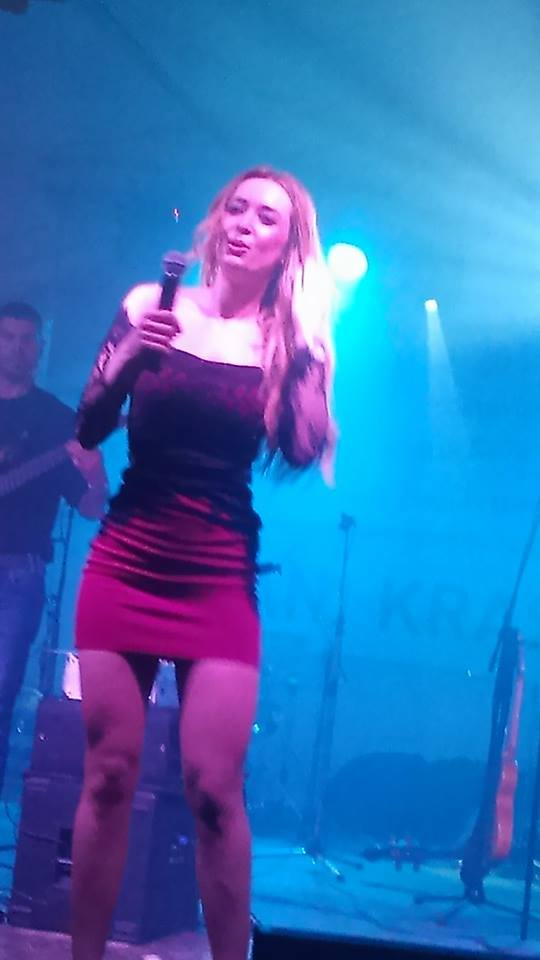
Lidija Bačić (2015)

Anfang 2010 nahm Lille erneut an fünf verschiedenen Festivals teil, darunter das „Uskrsfest“ und das „Zadarfest“, und wurde mit zahlreichen Preisen ausgezeichnet. Bei ihrer Teilnahme am alljährlichen „Split Festival“ gewann sie den 5. Platz. Am 1. März 2010 erschien ihr Debütalbum Majčina ljubav. Noch im selben Jahr kündigte Lille an, dass sie die Arbeiten für ihr zweites Studioalbum aufgenommen hat. Sie arbeitete dabei mit dem Komponisten Marko Tomasović zusammen, der bereits an ihrem Debütalbum mitgewirkt hatte. Beim Melodije Istre i Kvarnera Festival stellte Lille das Lied Neka se vino toči als erstes Stück ihres neuen Albums vor. Seitens der Radiosender wurde der Song zum beliebtesten und meistgehörten Hit bestimmt. Auf dem Split Festival 2011 erhielt Bačić eine Auszeichnung in der Kategorie „Beste Interpretation“ für das Lied Gospe od žalosti. Am 30. März 2011 erschien ihr zweites Studioalbum Daj da noćas poludimo.
Im darauf folgenden Jahr nahm Bačić am „Šibenik Festival“ teil, wo sie das Stück Ja ću samo tvoja bit interpretierte. Daraufhin gewann die Sängerin einen Award in der Kategorie „Beste Darbietung“. Mit dem Sänger Mladen Grdović nahm sie das Lied Dalmatinac i Dalmatinka auf, welches später auf ihrem dritten Album Viski erschien. 2013 veröffentlichte Bačić die Lieder Naivna sam, ali nisam luda und Vozačka dozvola, welche später ebenfalls Teil ihres kommenden Studioalbums wurden. Vozačka dozvola hatte damals in ein paar Monaten über 8 Millionen Aufrufe auf der Plattform YouTube und stellte somit einen Rekord auf. Am 14. Juni 2013 trat Lille mit Miroslav Škoro auf dem CMC-Festival in Vodice auf. Sie sangen gemeinsam den Hit Kupila cura mala.

### 2014–2018:ViskiundTijelo kao pjesma
Anfang 2014 war Bačić noch bei Scardona unter Vertrag, wechselte aber gegen Ende des Jahres zu Croatia Records. Sie nahm unter dem alten Label die Songs Viski, Nasmij se, sestro, Adio und Krivi čovek auf. Alle vier Tracks erschienen später auf einem Album. Nach mehreren Ankündigungen via Social Media veröffentlichte Lille ihr drittes Studioalbum Viski am 1. Januar 2015. Es enthält neben dem gleichnamigen Song Viski, der Einflüsse von Country besitzt, auch ein Featuring mit Miroslav Škoro namens Kupila Cura Mala sowie das Duett Dalmatinac i Dalmatinka mit Mladen Grdović. Viski wurde aufgrund seiner Melodie und seiner Rhythmen zu einem Hit mit fast 30 Millionen Aufrufen auf Youtube. Ein Jahr danach nahm sie erneut am CMC-Festival in Vodice teil und trug das von B. Mihaljević und Faruk Buljubašić Fayo geschriebene Lied 100% možda vor.
Im Sommer 2016 wurde bekannt, dass Bačić an einem neuen Studioalbum arbeitet. Um das kommende Album zu promoten, veröffentlichte sie Teaser zu sechs Titeln, darunter Prokleto dobro ljubiš und Nezamjenjiva. Zudem erschien die Ballade Od ljubavi pijana. Am 8. Juni 2017 erschien ihr viertes Studioalbum Tijelo kao pjesma. Es enthält neben den oben genannten Songs auch die Kollaborationen Još te čekam mit Kumovi sowie Solo mit Luka Basi. Mega Hit Solo platzierte sich in den kroatischen Charts und ist heute der meistgehörteste Song von Lille. Das Album selbst stieg auf Platz 13 in den Albumcharts.

### 2018–2022:RevolucijaundFlashback
Am 16. Februar 2019 stellte Bačić während des kroatischen Vorentscheids für den Eurovision Song Contest den Song Tek je počelo vor. Sie erhielt dabei insgesamt 1.509 Stimmen seitens der Jury und den Zuschauern und erreichte den 13. Platz.
Ende des Jahres gab Bačić bekannt, für das kommende Jahr ihre eigene Merchandising-Kollektion vorzustellen. Im Frühjahr 2020 erschienen unter dem Namen „Planet Lille Shop“ erste Artikel, darunter Tassen, Kleidungsstücke und Kalender. Auch die von ihr seit 2018 entworfenen Kalender sind sehr beliebt. Während des Corona-Lockdowns veröffentlichte Bačić das Quarantäne-Musikvideo Bježimo iz Grada für ihr kommendes Studioalbum. Drei weitere Albumtracks (Satra, Radi radi radi und Trezori) erschienen Mitte des Jahres 2020. Am 21. Oktober wurde Revolucija veröffentlicht und hielt sich einige Wochen an der Spitze der kroatischen Albumcharts.
Für ihr nächstes Album Flashback arbeitete Bačić mit Faruk Buljubašić Fayo und Siniša Reljić zusammen. Der erste veröffentlichte Song Stop mit Žanamari wurde beim CMC-Festival am 18. Juni 2021 vorgestellt. Dieser Song entwickelte sich kurz darauf zu einem Hit in der ganzen Region und darüber hinaus. Seit der Veröffentlichung von Stop gewinnt Bačić fast täglich neue Abonnenten auf Spotify, Deezer und vor allem viele Fans außerhalb Kroatiens und weltweit. Kurz vor Weihnachten 2021 erschien die Single Sretan božić, die später Teil eines Kollaborationsalbums wurde. Im Februar 2022 erschienen zwei neue Singles und Ende März der Song To je to. Dieser verzeichnete hohe Zahlen bei diversen Streamingdiensten. Am 21. April 2022 erfolgte schließlich die Veröffentlichung von Flashback. Der gleichnamige Track des Albums entstand im Duett mit Ivana Banfić. Das dazugehörige Musikvideo erschien erst 2023 auf YouTube. Während des CMC-Festivals Ende 2022 in Vodice stellte Bačić gemeinsam mit dem bosnischen Sänger Fatmir Sulejmani den Song Sjaj vor. Neben diesem interpretierte sie den Sommerhit Mucho Loco.

### 2022–2024:Savršeni Kaos
Anfang Juli 2022 trat Bačić nach 9 Jahren erneut auf dem Split Festival auf. Sie interpretierte die dalmatinische Ballade Lip ka Dalmacija und sang Lieder von Tereza Kesovija, unter anderem Dalmatinko. Anfang September stellte sie Najdraže moje, ein typisch slawonisches Lied, während des Zlatne Žice Slavonije Festival in Požega vor. Das Musikvideo verzeichnete innerhalb kürzester Zeit ca. 4 Millionen Aufrufe. Najdraže moje konnte sich in den kroatischen Top-Ten-Charts platzieren und wurde von zahlreichen kroatischen Radiosendern zum Hit des Jahres gewählt.
Nach der Veröffentlichung von Najdraže moje und der Duettsong Do Zadnjeg Daha mit Goran Karan und Klapa Sebenico im August 2022 hörte man längere Zeit nichts neues mehr, jedoch arbeitete sie am neuen Album „Savršeni kaos“. Am 24. April 2023 erschien die Single Ti i ja smo tim.
Auf dem CMC-Festival im Juli 2023 stellte Bačić die Songs Adrenalina sowie die Duettsingle Ratata mit der slowenischen Sängerin Buryana erstmals der Öffentlichkeit vor. Im August wurden die Musikvideos für beide Lieder auf dem CMC-Festival veröffentlicht, welche etliche Aufrufe auf der Plattform YouTube erzielten. Die Aufnahmen zu Ratata während des Festivals wurden als sehr sexistisch empfunden und stark kritisiert. Die Dreharbeiten für Adrenalina fanden in Bačićs Heimatstadt Split statt.
Während einiger späterer Interviews verkündete Bačić, dass ihr neues Album etwa im April 2024  erscheinen soll. Sie sprach zudem über geplante Zusammenarbeiten mit den Sängern Siniša Vuco und Dražen Zečić. Zum Jahreswechsel 2023/2024 trat Bačić auf einem Silvesterkonzert in Biograd na Moru auf. Lille hat Ende März das Lied „Živiš s nama i naše si dite“ für den Fußballklub ihrer Heimat Split gewidmet. April bis Mai hatte sie eine Koncerttour in Australien für die Kroatischen sowohl auch für die Australischen Fans. Mitte April kam auch die gemeinsame Ballade mit Dražen Zečić und sofort kam das Lied auf den Kroatischen Charts in die Top 10 und hielt fast 2 Monaten, dann war sie auf dem CMC Festival 2024 das auserwählte beste Lied und gewann auch eine Cesarica also wurde das Lied Hit des Monats im Land, daher wurde das Lied automatisch nominiert für den Hit des Jahres aber nicht nur das, Hit des Tages auf Radios war sie auch oft.

## Diskografie

### Alben
- 2010: Majčina ljubav
- 2012: Daj da noćas poludimo
- 2014: Viski
- 2017: Tijelo kao pjesma
- 2020: Revolucija
- 2022: Flashback
- 2024: Savršeni Kaos

### Singles (Auswahl)
| - 2013: Vozačka dozvola - 2014: Viski - 2016: Prokleto Dobro Ljubiš - 2017: Glupačo Moja - 2017: Solo (feat. Luka Basi) - 2017: Šok - 2017: Jedna je noć - 2018: Vino rumeno (feat. Vigor) - 2018: 3 Minute - 2018: Neka ljubav nova - 2019: Tek je počelo - 2019: Muške suze - 2019: Lubenica (feat. Miki Solus) - 2019: Kad mi dođeš (feat. Alen Vitasović) - 2019: Ne daj me - 2020: Bježimo iz grada - 2020: Satra - 2020: Radi radi radi | - 2020: Trezori - 2021: Zalazimo k'o sunce - 2021: Stop (feat. Žanamari Lalić) - 2021: Sretan Božić - 2022: Zauvijek - 2022: Ponekad poludim - 2022: To je to - 2022: Ako me ikad ostaviš - 2022: Vatra ljubavi - 2022: Sjaj (feat. Fatmir Sulejmani) - 2022: Mucho Loco - 2022: Najdraže moje - 2022: Do zadnjeg daha (feat. Goran Karan & Klapa Sebenico) - 2022: ja u našu ljubav vjerujem - 2023: Ti i ja smo tim - 2023: Ratata (feat. Buryana) - 2023: Adrenalina - 2023: Flashback (feat. Ivana Banfić) |

## Filmografie
- 2017: Aleksi
- 2018: Ko te šiša (Fernsehserie)
- 2018: Na granici (Fernsehserie)
- 2022: Blago Nama (Fernsehserie)